# Guérilla (groupe)
Pour l’article homonyme, voir Guérilla (homonymie).
Guérilla est un groupe de rap metal canadien, originaire de Sherbrooke, au Québec. Formé en 1995, il se compose de Janick Lavoie (guitare), Pascal Larrivée (basse), Stéphane MacKenzie (voix) et Normand Desrochers (batterie). Le groupe se sépare en 2003.

## Biographie
Guérilla est formé en 1995 à Sherbrooke, au Québec. Il s'agit d'un groupe indépendantiste et revendicateur. Le vidéo-clip de la chanson Guérilla : Manifeste, dont les paroles sont inspirées du manifeste d'octobre 1970, est écrit par le Front de libération du Québec . Celle-ci comporte quelques modifications, par rapport au texte original, comme le remplacement de « Front de libération du Québec » par « Guérilla », ainsi que des actualisations au contexte actuel. Ce vidéo-clip est censuré des ondes de Musique Plus, en 1998. Il ne sera donc jamais diffusé. La cause évidente de cette censure est que le texte original est écrit par le FLQ,.
En 2003, les membres du groupe Loco Locass reconnaissent l'importante contribution de Guérilla dans l'évolution de la chanson engagée québécoise. Le groupe fera ardemment la promotion de la mémoire de la cause des patriotes de 1837-1839, accompagné d'un puissant discours à contenu social. 
En 2015, Guérilla remonte sur scène pour marquer ses 20 ans d'existence à l'occasion des FrancoFolies de Montréal. Un DVD de leur performance est annoncé.

## Discographie

### Albums studio
- 1998 : Manifeste
- 1999 : Plus question de reculer

### Apparitions
- 1997 : Amnistia
- 1998 : Noël dans la rue II
- 1998 : L'oreille gauche vol.1
- 1998 : Québec en marge (1998)
- 1999 : Pollywog live II
- 2001 : Québec libre vol.1